# Capitole de l'État de l'Arizona
Le Capitole de l'État de l'Arizona (en anglais : Arizona State Capitol) est le siège de la législature de l'Arizona.
Il est situé dans la ville de Phoenix, capitale de l'Arizona.